# Vevo
VEVO er en gratis online tjeneste, som viser musikvideoer online via YouTube. Det er en sammenslutning mellem Sony Music Entertainment, Universal Music Group (UMG), Abu Dhabi Media og Google. Tjenesten blev offentliggjort den 8. december 2009. Tjenesten er rettet mod det Nordamerikanske marked,[kilde mangler] men kan også benyttes i andre lande. Dog kan der være materiale, som ikke er synligt for folk udenfor Canada og USA.
Sony og UMG har samlet rettighederne til en meget betydelig andel af alt indspillet musik. Et andet af de største musikselskaber, Warner Music Group er ikke med i samarbejdet. Warner har dog i juli 2010 indgået et partnerskab med MTV, der er VEVOs største konkurrent på markedet.[kilde mangler]
I august 2010 frigav VEVO i Nordamerika en iPhone App, som er gratis at hente. Man kan se alle de videoer, der ligger på VEVO, samtidig med at der er et link, så man kan købe dem direkte i iTunes Store eller Amazon MP3. Denne App er dog ikke tilgængelig i Danmark.
VEVO bliver sammenlignet med hjemmesiden Hulu, som har det samme koncept, bare med tv-serier og film.[kilde mangler] Man kan i Danmark sammenligne Hulu med medier som Viasat on Demand, TV 2 Play, Netflix og dr.dk/tv.